# Heinrich Theodor Kimpel
Heinrich Theodor Kimpel (* 22. Januar 1862 in Hattendorf; † 5. Januar 1928 in Kassel) war ein deutscher Lehrer und Politiker (DDP).

## Leben
Der Sohn des Volksschullehrers Heinrich Kimpel und der Lina, geb. Vogeley, besuchte nach der Oberrealschule das Lehrerseminar. Er bestand die Prüfung als Volksschullehrer und war als solcher von 1882 bis 1885 an der Stadtschule in Grebenstein tätig. 1885 wechselte er an die Bürgerschule zu Kassel, an der er bis 1918 als Volksschullehrer arbeitete. Daneben leitete er von 1901 bis 1918 als Direktor das Gewerbliche Lehrlingsheim Kassel. 1918 wurde er Kreisschulinspektor im Schulaufsichtsbezirk Witzenhausen. Zwei Jahre später übernahm er die gleiche Funktion im Bezirk Hofgeismar. Ab 1921 war er zunächst Hilfsarbeiter und dann bis zu seinem Eintritt in den Ruhestand als Schulrat Mitglied der Kasseler Regierung (Abteilung Kirchen- und Schulwesen).
Neben seiner beruflichen Tätigkeit veröffentlichte Kimpel zahlreiche Schriften über das Volksschulwesen sowie schulpolitische Abhandlungen in Zeitschriften. Von 1906 bis 1919 war er Herausgeber der Hessischen Schulzeitung. Des Weiteren beschäftigte er sich mit der Bienenzucht. Von 1905 bis zu seinem Tode war er Vorsitzender des Verbandes der hessischen Imker.
Kimpel trat nach der Novemberrevolution in die Deutsche Demokratische Partei (DDP) ein. Von 1919 bis 1921 war er Mitglied der Verfassunggebenden Preußischen Landesversammlung. Im Februar 1921 wurde er als Abgeordneter in den Preußischen Landtag gewählt, dem er bis 1924 angehörte. Im Parlament vertrat er den Wahlkreis 19 (Hessen-Nassau).
Heinrich Theodor Kimpel war seit 1886 mit der Kaufmannstochter Auguste Burhenne verheiratet. 1887 wurde Sohn Wilhelm Heinrich geboren, der 1918 im Krieg fiel, 1891 die Zwillingstöchter Emmy und Elisabeth.
Die Kimpelstraße im Kasseler Stadtteil Wehlheiden wurde nach ihm benannt.